# موزه راه‌آهن اسرائیل
موزه راه‌آهن اسرائیل (به انگلیسی: Israel Railway Museum) (به عبری: מוזיאון רכבת ישראל) موزه ملی راه‌آهن اسرائیل است که در شهر حیفا واقع شده است. موزه راه‌آهن متعلق به راه‌آهن اسرائیل است و در ایستگاه راه‌آهن شرقی حیفا قرار دارد که این ایستگاه، امروزه دیگر به مسافران خدمات ارائه نمی‌دهد.

## ویژگی‌ها
این موزه تاریخچه راه‌آهن اسرائیل را در معرض دید قرار داده است که به دولت‌های پیشین و کشورهای همجوار تا سال ۱۸۹۲ مرتبط می‌گردد. این مکان به تنهایی خود یک جاذبه گردشگری است زیرا در روزگار قدیم آلونکی (shed) برای مسیر فرعی جزرئیل ولی از خط آهن حجاز بود. موزه مجموعه‌ای از وسایل نقلیه ریلی، علائم، بلیط‌ها و موارد دیگر را به نمایش گذاشته است. موزه شامل یک بخش درونی و یک بخش بیرونی است که بخش درونی در سال ۲۰۰۰ بازسازی گردید.
برخی از بخش‌های جالب‌توجه

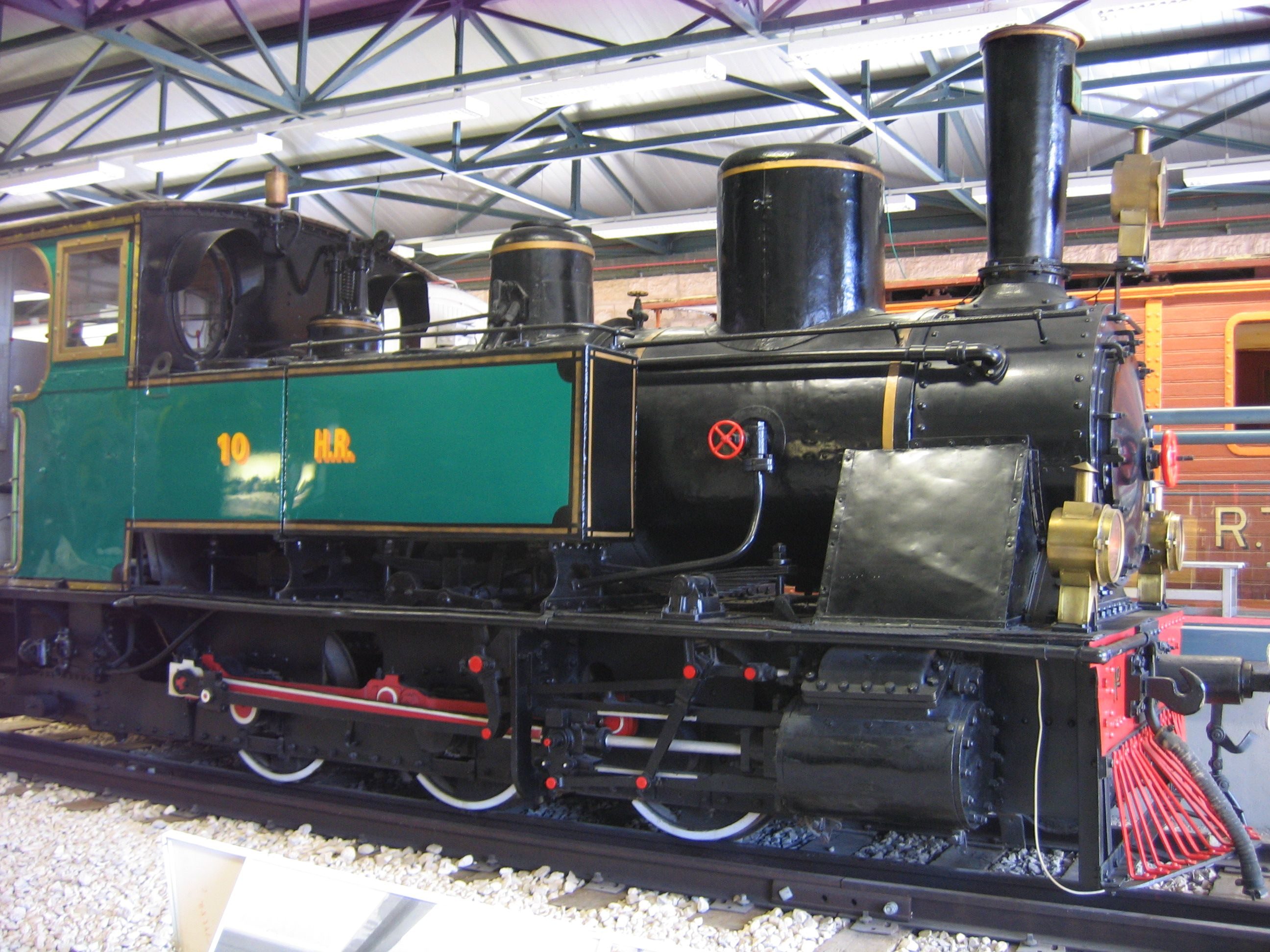
لکوموتیو شماره ۱۰ خط آهن حجاز

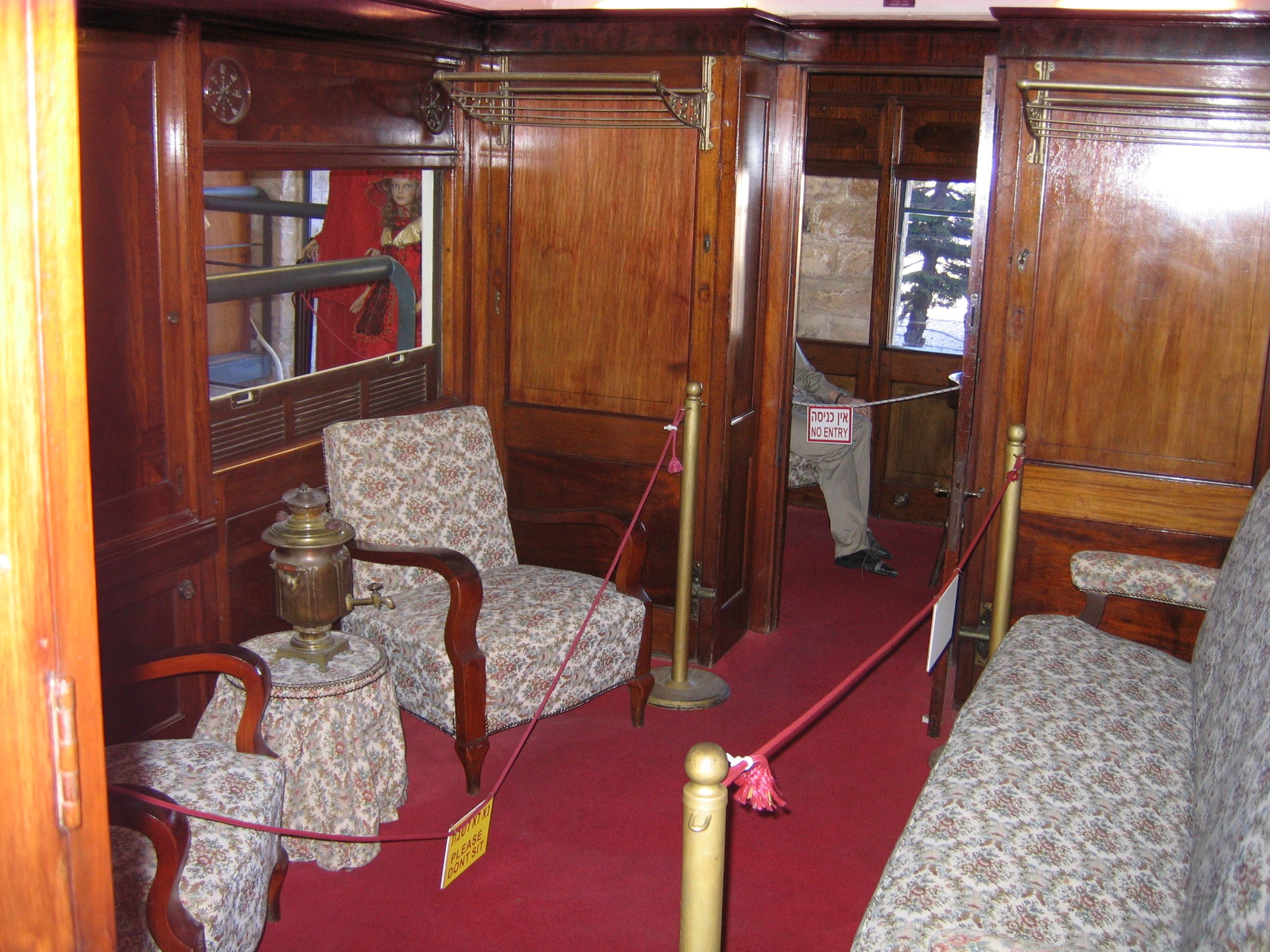
اتاق کوچکی در سالن واگن شماره ۹۸

- سالن واگن شماره ۹۸ راه‌آهن فلسطین توسط شرکت واگن و حمل‌ونقل راه‌آهن بیرمنگام در سال ۱۹۲۲ در انگلستان ساخته شد.[۲] از این واگن برای سفر اشخاص خیلی مهم همچون امپراتور اتیوپی هایله سلاسی و وینستون چرچیل استفاده شد.[۳]
- واگن شماره ۴۷۲۰ در حدود سال ۱۸۹۳ در بلژیک برای راه‌آهن ملی مصر ساخته شد.[۲] در جنگ جهانی اول این واگن به واگن آمبولانس تبدیل گردید و از آن در راه‌آهن نظامی سینا برای نیروی اعزامی مصر استفاده شد.[۲] در حمله اسرائیل به شبه جزیره سینا در سال ۱۹۵۶ این واگن به غنیمت گرفته شد و به راه‌آهن اسرائیل منتقل شد.[۲]
- جرثقیل بخار شماره سی_۳۰_۱ (C-30-1) که در سال ۱۹۵۰ برای راه‌آهن دولتی مصر ساخته شد، طی تهاجم اسرائیل به شبه جزیره سینا در سال ۱۹۵۶، به غنیمت گرفته شد.
- لوکوموتیو دیزلی_برقی بو_بو شماره ۱۰۷ مدل ئی‌ام‌دی جی۱۲ (EMD G12) دارای ۱٬۴۲۵ اسب بخار که ساخت سال ۱۹۵۴ است.
- لکوموتیو دیزلی_برقی کو_کو شماره ۱۶۳ مدل ئی‌ام‌دی جی۱۶ (EMD G16) دارای ۱٬۹۵۰ اسب بخار که در سال ۱۹۶۲ برای راه‌آهن مصر (ناوگان یی‌آر شماره ۳۳۶۱) ساخته شد در طی جنگ شش‌روزه توسط اسرائیل به غنیمت گرفته شد و جهت فعالیت در خطوط باربری در صحرای نگب، توسط راه‌آهن اسرائیل انتقال یافت.